# 草木饅頭

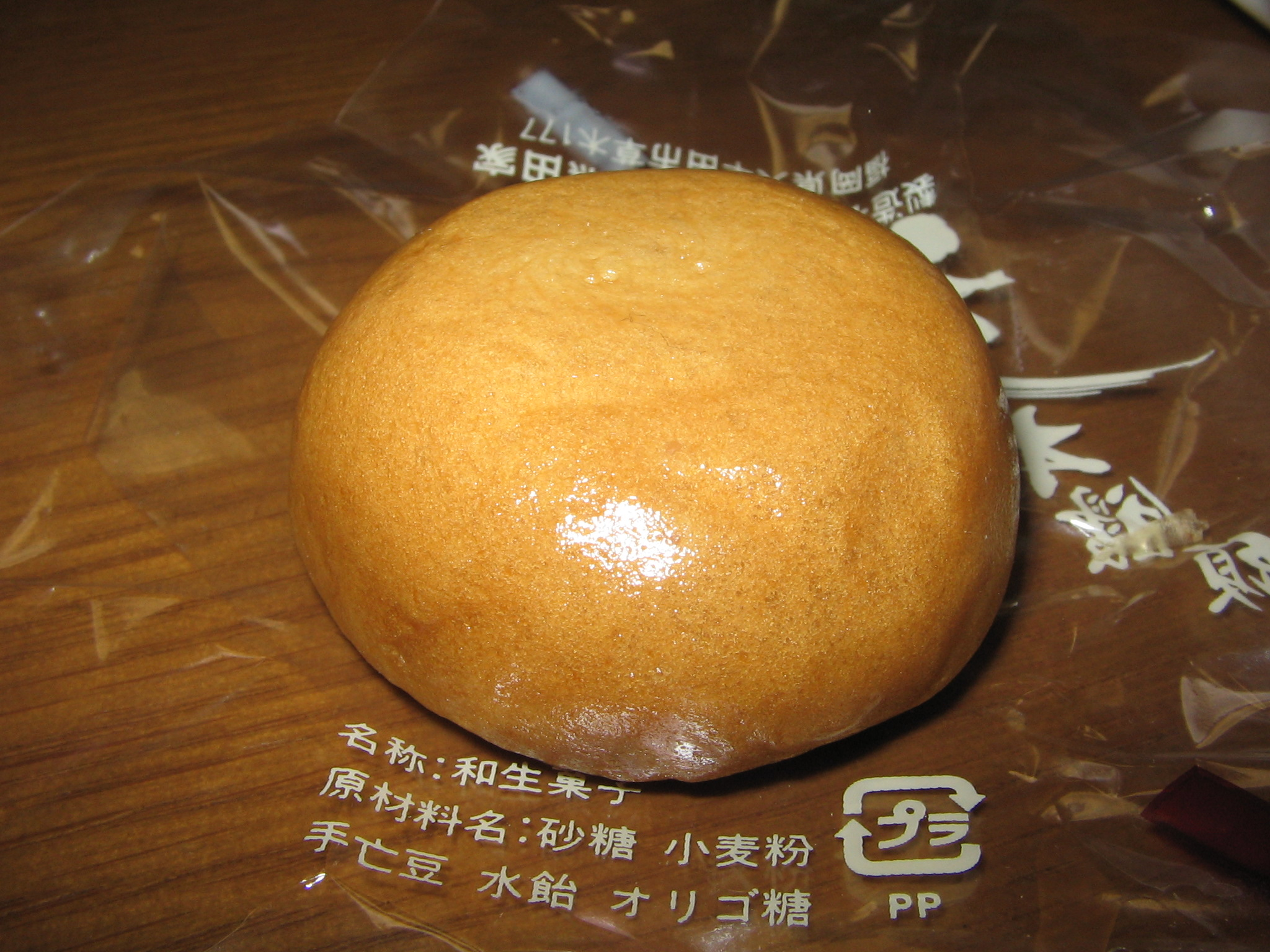
草木饅頭

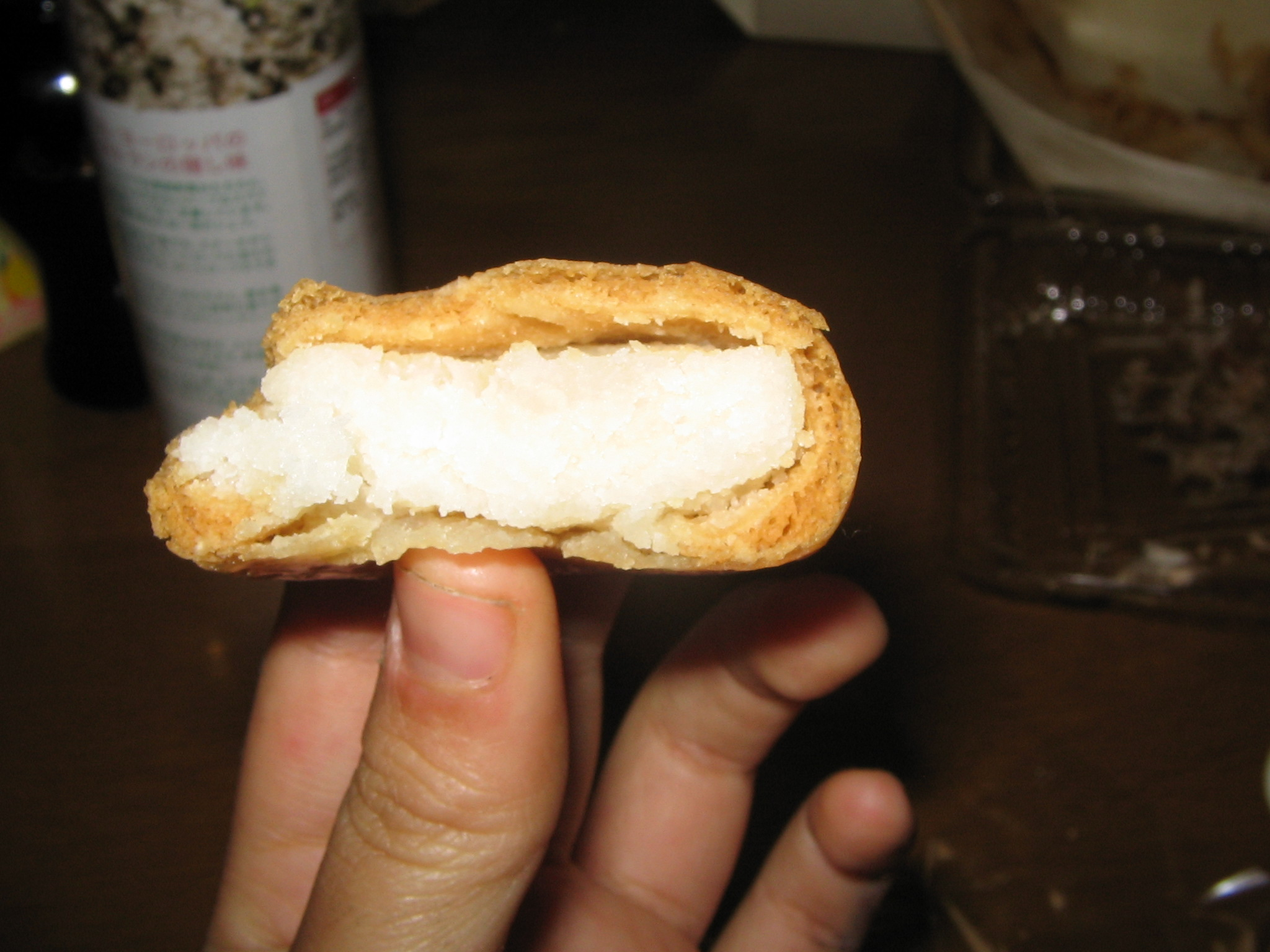
草木饅頭の断面

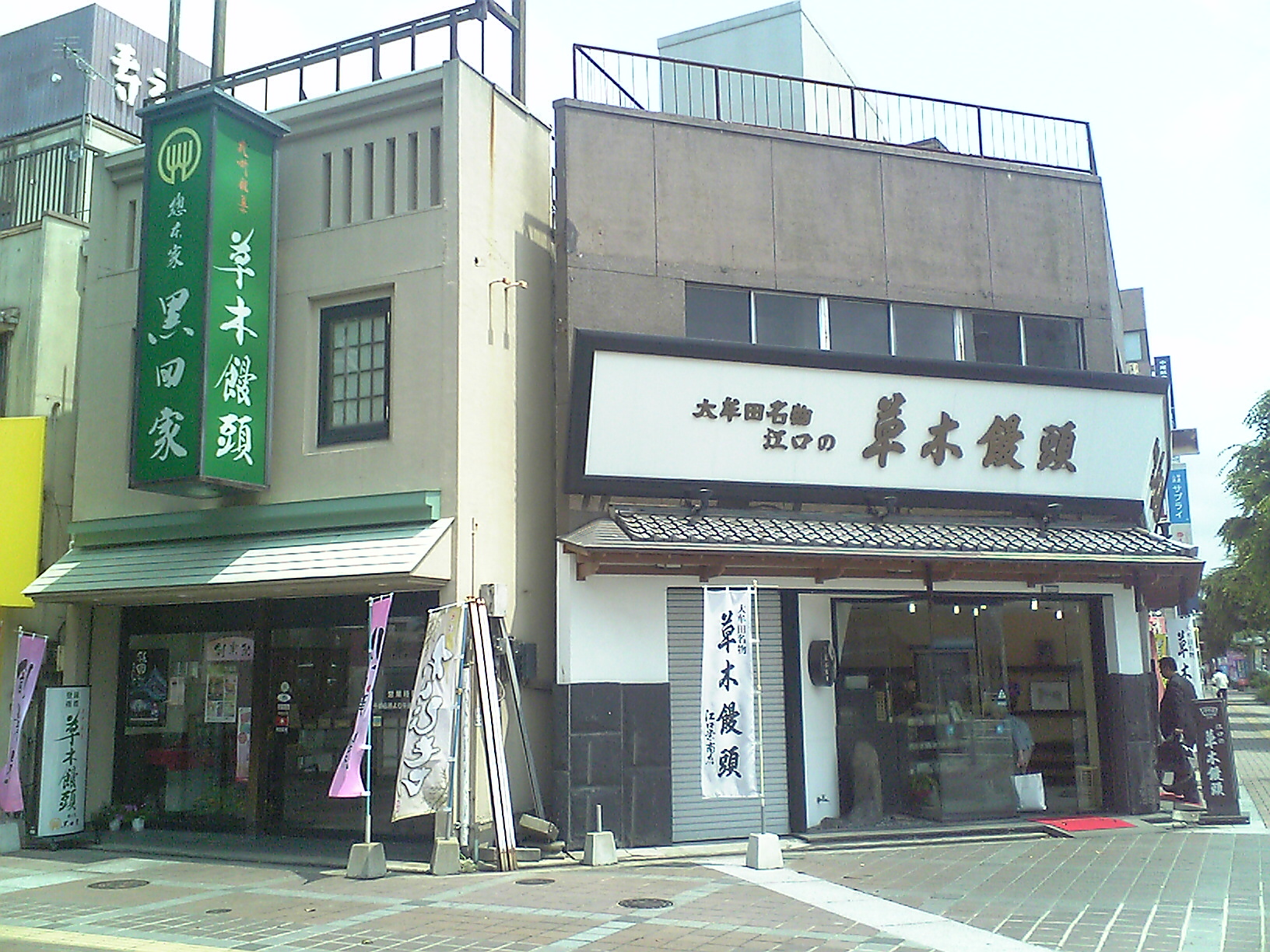
大牟田駅前にある草木饅頭の店舗。
黒田家と江口商店が並んで店舗を構えている。

草木饅頭（くさきまんじゅう）は、福岡県大牟田市の銘菓。一口サイズで淡白な、白あん入りの蒸し饅頭である。
普段から食する菓子として大牟田市民に長年親しまれている他、大牟田を訪れる出張族、帰省者の中には必ず買って帰るという人も少なくない。
総本家黒田家によると、草木饅頭は始め「平和饅頭」と名付けていた。明治時代後期に大牟田市内の草木地区で作られたことから「草木の饅頭」と通称されるようになり、その後、現在の呼び名「草木饅頭」となった。現在では、総本家黒田家と元祖を名乗る江口栄商店（両社とも1914年創業）が草木饅頭を製造している。両社とも同じ家から派生したため友好的な関係にあり、総本家は機械化を進め、元祖は手作りを続けている。
どちらかというと、地元民には江口栄商店のものが人気が高く、土産菓子としては個包装されている黒田家のほうが好まれる傾向にある。
1994年の第22回全国菓子大博覧会では名誉総裁賞を受賞している。2001年に第53回読売文学賞を受賞した阿川弘之の『食味風々録』で採り上げられている。
草木饅頭を発展させ、かすてら饅頭、石炭饅頭という大牟田銘菓も開発、販売されている。
なお、江口栄商店は2006年に熊本県のお菓子の香梅へ経営譲渡された。